# Georges Hugon
Georges Hugon (* 23. Juli 1904 in Paris; † 19. Juni 1980 in Blauvac) war ein französischer Komponist.

## Leben
Georges Hugon studierte am Pariser Konservatorium bei Isidore Philipp, Jean Gallon, Georges Caussade (1873–1936) und Paul Dukas und erhielt erste Preise in den Fächern Klavier (1921), Harmonielehre (1921) und Komposition (1930). 1930 erhielt er den Preis der Fondation Blumenthal.
Von 1934 bis 1940 leitete Hugon das Konservatorium von Boulogne-sur-Mer. Nach seiner Rückkehr unterrichtete er am Pariser Konservatorium ab 1941 Solfège. 1948 übernahm er eine Klasse für Harmonielehre. Der Conseil général des Départements Seine verlieh ihm 1967 seinen Grand prix musical.
Hugon komponierte neben kammermusikalischen Werken u. a. Au Nord (1930), ein „sinfonisches Fresko“ nach Émile Verhaeren, das Ballett La Reine de Saba (1933) nach Gustave Flaubert sowie zwei Sinfonien (1941 und 1949). Eine dritte Sinfonie (Prometheus) blieb unvollendet. Aus seiner Feder stammt ebenfalls ein Konzert für Klavier und Orchester, das von Jacqueline Eymar uraufgeführt wurde. Zu seinen späten Werken zählt das Trio Labyrinthe  für Ondes Martenot, Klavier und Perkussion (1976).